# Denmark Open 2000
Die Realkredit Denmark Open 2000 waren eines der Top-10-Turniere des Jahres im Badminton in Europa. Sie fanden in der Farum Hallen in Farum bei Kopenhagen vom 25. bis 29. Oktober statt. Das Preisgeld betrug 250.000 US-Dollar. Das Turnier hatte damit einen Sechs-Sterne-Status im World Badminton Grand Prix.

## Sieger und Platzierte
| Disziplin    | Gold                        | Silber                         | Bronze                              |
| ------------ | --------------------------- | ------------------------------ | ----------------------------------- |
| Herreneinzel | Peter Gade                  | George Rimarcdi                | Xiao Hui                            |
| Herreneinzel | Peter Gade                  | George Rimarcdi                | Anders Boesen                       |
| Dameneinzel  | Zhou Mi                     | Camilla Martin                 | Zhang Ning                          |
| Dameneinzel  | Zhou Mi                     | Camilla Martin                 | Gong Ruina                          |
| Herrendoppel | Eng Hian Flandy Limpele     | Jens Eriksen Jesper Larsen     | Martin Lundgaard Hansen Lars Paaske |
| Herrendoppel | Eng Hian Flandy Limpele     | Jens Eriksen Jesper Larsen     | Sigit Budiarto Halim Haryanto       |
| Damendoppel  | Chen Lin Jiang Xuelian      | Wei Yili Zhang Jiewen          | Britta Andersen Lene Mørk           |
| Damendoppel  | Chen Lin Jiang Xuelian      | Wei Yili Zhang Jiewen          | Qiang Hong Xu Li                    |
| Mixed        | Michael Søgaard Rikke Olsen | Jens Eriksen Mette Schjoldager | Nova Widianto Vita Marissa          |
| Mixed        | Michael Søgaard Rikke Olsen | Jens Eriksen Mette Schjoldager | Janek Roos Ann Jørgensen            |

## Finalresultate
| Disziplin    | Sieger                      | Finalist                       | Ergebnis           |
| ------------ | --------------------------- | ------------------------------ | ------------------ |
| Herreneinzel | Peter Gade                  | George Rimarcdi                | 15–11, 15–12       |
| Dameneinzel  | Zhou Mi                     | Camilla Martin                 | 1–11, 11–6, 11–7   |
| Herrendoppel | Flandy Limpele Eng Hian     | Jens Eriksen Jesper Larsen     | 15–13, 15–10       |
| Damendoppel  | Chen Lin Jiang Xuelian      | Zhang Jiewen Wei Yili          | 15–7, 15–3         |
| Mixed        | Michael Søgaard Rikke Olsen | Jens Eriksen Mette Schjoldager | 15–10, 8–15, 15–10 |

## Ergebnisse

### Herreneinzel Qualifikation
- Andreas Hansen –  Ulrik Roos Madsen: 15-0 / 15-1
- Stuart Arthur –  Thomas Nielsen: 15-7 / 15-10
- Martin Kent –  Kristian Skov: 15-12 / 15-7
- Jacob Nielsen –  Peter Kijne: 15-13 / 15-3
- Anders Kristiansen –  Jakob Grandahl: 15-9 / 15-7

### Herreneinzel
- Hendrawan –  Niels Christian Kaldau: 15-12 / 15-9
- Per-Henrik Croona –  Jim Ronny Andersen: 15-10 / 15-5
- Dicky Palyama –  Josemari Fujimoto: 13-15 / 15-7 / 15-1
- Chen Wei –  Rasmus Nielsen: 15-8 / 15-9
- Kenneth Jonassen –  Colin Haughton: 15-8 / 15-2
- Daniel Eriksson –  Søren Boas Olsen: 15-4 / 15-6
- Oliver Pongratz –  Thomas Røjkjær Jensen: 15-5 / 15-12
- George Rimarcdi –  Jan Fröhlich: 15-3 / 15-12
- Poul-Erik Høyer Larsen –  Xie Yangchun: 17-14 / 15-13
- Xiao Hui –  Gregers Schytt: 15-5 / 15-6
- Rasmus Wengberg –  Morten Grove: 15-8 / 15-9
- Hidetaka Yamada –  Heryanto Arbi: 15-9 / 15-10
- Richard Vaughan –  Henrik Sørensen: 15-6 / 15-9
- Jonas Lyduch –  Jacob Nielsen: 15-6 / 15-10
- Roslin Hashim –  Bobby Milroy: 15-4 / 15-1
- Kasper Ødum –  Frederik du Hane: 15-6 / 15-4
- Cai Yun –  Kim Nielsen: 15-4 / 15-5
- Yudi Suprayogi –  Thomas Søgaard: 4-15 / 15-3 / 15-6
- Andrew Dabeka –  Ian Maywald: 15-3 / 15-1
- Anders Boesen –  Antti Viitikko: 15-3 / 15-8
- Joachim Fischer Nielsen –  Magnus Repsgard: 15-4 / 15-4
- Lin Liwen –  Mark Constable: 15-7 / 15-3
- Yohan Hadikusumo Wiratama –  Kasper Nielsen: 15-4 / 15-7
- Pullela Gopichand –  Bo Rafn: 15-7 / 15-3
- Tjitte Weistra –  Jacob Sorensen: 15-4 / 15-6
- Budi Santoso –  Kasper Fangel: 7-15 / 15-6 / 15-8
- Anders Malmgren –  Martin Delfs: 8-15 / 15-11 / 15-9
- Chen Hong –  Hu Zhilang: 15-10 / 1-15 / 15-6
- Petr Martinec –  Alun Biggart: 15-6 / 15-8
- Martin Hagberg –  Björn Joppien: 10-15 / 15-12 / 15-6
- Henrik Kryger –  Kristian Midtgaard: 15-2 / 15-12
- Peter Gade –  Andreas Hansen: 15-4 / 15-3
- Hendrawan –  Per-Henrik Croona: 15-8 / 15-14
- Chen Wei –  Dicky Palyama: 10-15 / 15-5 / 15-6
- Kenneth Jonassen –  Daniel Eriksson: 15-6 / 15-8
- George Rimarcdi –  Oliver Pongratz: 15-4 / 15-7
- Xiao Hui –  Poul-Erik Høyer Larsen: 15-11 / 8-15 / 15-6
- Rasmus Wengberg –  Hidetaka Yamada: 15-5 / 15-5
- Richard Vaughan –  Jonas Lyduch: 15-2 / 15-7
- Roslin Hashim –  Kasper Ødum: 15-9 / 15-10
- Cai Yun –  Yudi Suprayogi: 15-12 / 15-3
- Anders Boesen –  Andrew Dabeka: 15-7 / 15-3
- Lin Liwen –  Joachim Fischer Nielsen: 15-13 / 7-15 / 15-9
- Yohan Hadikusumo Wiratama –  Pullela Gopichand: 15-13 / 15-12
- Budi Santoso –  Tjitte Weistra: 15-4 / 15-4
- Chen Hong –  Anders Malmgren: 8-15 / 15-2 / 15-5
- Martin Hagberg –  Petr Martinec: 15-7 / 15-4
- Peter Gade –  Henrik Kryger: 15-5 / 15-9
- Hendrawan –  Chen Wei: 15-9 / 9-15 / 15-9
- George Rimarcdi –  Kenneth Jonassen: 7-15 / 15-5 / 15-11
- Xiao Hui –  Rasmus Wengberg: 15-4 / 15-11
- Richard Vaughan –  Roslin Hashim: 10-15 / 15-6 / 15-10
- Anders Boesen –  Cai Yun: 15-11 / 15-13
- Yohan Hadikusumo Wiratama –  Lin Liwen: 15-8 / 15-2
- Chen Hong –  Budi Santoso: 15-11 / 15-12
- Peter Gade –  Martin Hagberg: 15-8 / 15-2
- George Rimarcdi –  Hendrawan: 15-9 / 15-2
- Xiao Hui –  Richard Vaughan: 15-4 / 8-5 ret.
- Anders Boesen –  Yohan Hadikusumo Wiratama: 17-14 / 15-2
- Peter Gade –  Chen Hong: 15-12 / 15-5
- George Rimarcdi –  Xiao Hui: 15-9 / 15-5
- Peter Gade –  Anders Boesen: 17-14 / 15-11
- Peter Gade –  George Rimarcdi: 15-11 / 15-12

### Dameneinzel
- Camilla Martin –  Sophie Jutras: 11-0 / 11-9
- Zeng Yaqiong –  Nicole Grether: 11-2 / 11-8
- Mette Pedersen –  Mette Melcher: 11-3 / 11-1
- Shizuka Yamamoto –  Tanja Berg: 11-1 / 7-11 / 11-7
- Gong Ruina –  Mette Pedersen: 11-4 / 11-2
- Elizabeth Cann –  Lone Østergaard Jørgensen: 13-10 / 11-3
- Marina Andrievskaia –  Nina Weckström: 11-3 / 11-2
- Sun Jian –  Tine Høy: 11-3 / 11-1
- Tang Chunjue –  Pernille Aabel Sørensen: 11-5 / 11-1
- Mette Sørensen –  Harriet Johnson: 11-2 / 11-1
- Zhang Ning –  Kaori Mori: 11-6 / 13-11
- Kelly Morgan –  Anne Marie Pedersen: 8-11 / 13-10 / 11-9
- Christina Sørensen –  Line Molander: 8-11 / 11-0 / 11-4
- Zhou Mi –  Anna Rice: 11-3 / 11-3
- Tine Baun –  Anu Nieminen: 7-11 / 11-5 / 13-10
- Pi Hongyan –  Xu Li: 11-6 / 11-3
- Camilla Martin –  Zeng Yaqiong: 11-1 / 11-1
- Shizuka Yamamoto –  Mette Pedersen: 11-1 / 11-3
- Marina Andrievskaia –  Sun Jian: 11-8 / 11-6
- Tang Chunjue –  Mette Sørensen: 10-13 / 13-10 / 11-9
- Zhang Ning –  Kelly Morgan: 11-0 / 10-13 / 11-5
- Zhou Mi –  Christina Sørensen: 11-0 / 11-1
- Pi Hongyan –  Tine Baun: 13-11 / 11-1
- Gong Ruina –  Elizabeth Cann: w.o.
- Camilla Martin –  Shizuka Yamamoto: 11-3 / 11-1
- Gong Ruina –  Marina Andrievskaia: 11-7 / 11-1
- Zhang Ning –  Tang Chunjue: 11-0 / 11-7
- Zhou Mi –  Pi Hongyan: 11-1 / 11-3
- Camilla Martin –  Gong Ruina: 11-8 / 11-8
- Zhou Mi –  Zhang Ning: 11-4 / 11-3
- Zhou Mi –  Camilla Martin: 1-11 / 11-6 / 11-7

### Herrendoppel Qualifikation
- Michael Christensen /  Jakob Grandahl –  Peter Jensen /  Lars SørensenLars Sørensen: 15-13 / 15-12
- Kenneth Agerskov /  Bo Rafn –  Søren Boas Olsen /  Karsten Mathiesen: 15-8 / 15-10
- Martin Delfs /  Jonas Glyager Jensen –  Ian Maywald /  Xie Yangchun: 15-7 / 15-8
- Anders Kristiansen /  Abel Tanghoej –  Morten Maltesen /  Nikolai Maltesen: 15-7 / 15-10
- Rasmus Nielsen /  Morten Petersen –  Morten Hansen /  Kasper Kiim Jensen: 15-13 / 9-15 / 15-12
- Morten Grove /  Dennis S. Jensen –  Jakob Genz /  Jacob Juhl: 15-10 / 15-3
- Muhammad Hafiz Hashim /  Rashid Sidek –  Kasper Nielsen /  Søren B. Nielsen: 15-4 / 15-6

### Herrendoppel
- Eng Hian /  Flandy Limpele –  Jan Fröhlich /  Petr Martinec: 15-0 / 15-5
- Anthony Clark /  Ian Sullivan –  Thomas Røjkjær Jensen /  Tommy Sørensen: 15-10 / 15-3
- Dennis Lens /  Quinten van Dalm –  Patrick Ejlerskov /  Thomas Laybourn: 15-8 / 15-12
- Michael Lamp /  Jonas Rasmussen –  Henrik Andersson /  Fredrik Bergström: 15-11 / 15-2
- Martin Lundgaard Hansen /  Lars Paaske –  Hiroshi Kagaya /  Masahiro Yabe: 15-13 / 15-8
- Cheng Rui /  Wang Wei –  Henrik Jeppesen /  Jesper Thomsen: 15-7 / 15-4
- Endra Mulyana Mulyajaya /  Nova Widianto –  Jesper Christensen /  Ove Svejstrup: 15-7 / 15-9
- Joachim Fischer Nielsen /  Janek Roos –  Anders Kristiansen /  Abel Tanghoej: 15-1 / 15-0
- Norio Imai /  Hiroshi Ohyama –  Björn Siegemund /  Joachim Tesche: 12-15 / 17-16 / 15-9
- Mathias Boe /  Michael Jensen –  Ge Cheng /  Lin Liwen: 12-15 / 17-14 ret.
- Jim Laugesen /  Michael Søgaard –  Chen Qiqiu /  Deng Chuanhai: 15-6 / 15-9
- Kristian Langbak /  Peter Steffensen –  Morten Grove /  Dennis S. Jensen: 15-4 / 15-11
- Peter Axelsson /  Pär-Gunnar Jönsson –  Michael Christensen /  Jakob Grandahl: 15-5 / 15-6
- Thomas Hovgaard /  Jesper Mikla –  Martin Delfs /  Jonas Glyager Jensen: 9-15 / 15-13 / 15-12
- Jens Eriksen /  Jesper Larsen –  Davis Efraim /  Karel Mainaky: 15-10 / 15-11
- Sigit Budiarto /  Halim Haryanto –  Jim Laugesen /  Michael Søgaard: w.o.
- Eng Hian /  Flandy Limpele –  Anthony Clark /  Ian Sullivan: 13-15 / 15-12 / 15-6
- Dennis Lens /  Quinten van Dalm –  Michael Lamp /  Jonas Rasmussen: 15-6 / 10-15 / 15-7
- Martin Lundgaard Hansen /  Lars Paaske –  Cheng Rui /  Wang Wei: 17-15 / 15-7
- Joachim Fischer Nielsen /  Janek Roos –  Endra Mulyana Mulyajaya /  Nova Widianto: 15-7 / 15-7
- Sigit Budiarto /  Halim Haryanto –  Norio Imai /  Hiroshi Ohyama: 15-8 / 15-8
- Jim Laugesen /  Michael Søgaard –  Mathias Boe /  Michael Jensen: 15-8 / 15-5
- Peter Axelsson /  Pär-Gunnar Jönsson –  Kristian Langbak /  Peter Steffensen: 15-7 / 15-1
- Jens Eriksen /  Jesper Larsen –  Thomas Hovgaard /  Jesper Mikla: w.o.
- Eng Hian /  Flandy Limpele –  Dennis Lens /  Quinten van Dalm: 15-5 / 17-14
- Martin Lundgaard Hansen /  Lars Paaske –  Joachim Fischer Nielsen /  Janek Roos: 17-15 / 15-12
- Sigit Budiarto /  Halim Haryanto –  Jim Laugesen /  Michael Søgaard: 15-12 / 15-13
- Jens Eriksen /  Jesper Larsen –  Peter Axelsson /  Pär-Gunnar Jönsson: 17-15 / 15-5
- Eng Hian /  Flandy Limpele –  Martin Lundgaard Hansen /  Lars Paaske: 15-12 / 15-5
- Jens Eriksen /  Jesper Larsen –  Sigit Budiarto /  Halim Haryanto: 15-7 / 15-1
- Eng Hian /  Flandy Limpele –  Jens Eriksen /  Jesper Larsen: 15-13 / 15-10

### Damendoppel
- Pi Hongyan /  Zeng Yaqiong –  Helle Nielsen /  Line Romer: 13-15 / 15-13 / 15-4
- Kaori Mori /  Megumi Oniike –  Sarah Jonsson /  Nadia Lyduch: 15-2 / 15-4
- Stine Borgstrøm /  Vita Marissa –  Winnie Madsen /  Mette Melcher: 15-5 / 15-4
- Seiko Yamada /  Shizuka Yamamoto –  Tine Høy /  Tine Baun: 15-9 / 15-4
- Qian Hong /  Xu Li –  Jeanette Lund /  Anne Marie Pedersen: 15-4 / 15-2
- Dai Xiaoyan /  Sun Jian –  Jane F. Bramsen /  Karina Sørensen: 15-10 / 15-6
- Wei Yili /  Zhang Jiewen –  Line Isberg /  Tina Olsen: 15-3 / 15-1
- Britta Andersen /  Lene Mørk –  Pi Hongyan /  Zeng Yaqiong: 15-8 / 15-3
- Ann-Lou Jørgensen /  Mette Schjoldager –  Kaori Mori /  Megumi Oniike: 15-17 / 15-10 / 17-14
- Chen Lin /  Jiang Xuelian –  Stine Borgstrøm /  Vita Marissa: 15-4 / 15-8
- Pernille Harder /  Majken Vange –  Seiko Yamada /  Shizuka Yamamoto: 15-10 / 17-15
- Dai Xiaoyan /  Sun Jian –  Nicole Grether /  Nicol Pitro: 11-15 / 15-4 / 15-11
- Wei Yili /  Zhang Jiewen –  Helene Kirkegaard /  Rikke Olsen: 15-8 / 15-11
- Julie Houmann /  Malene Worm –  Joanne Goode /  Donna Kellogg: w.o.
- Qian Hong /  Xu Li – : w.o.
- Britta Andersen /  Lene Mørk –  Julie Houmann /  Malene Worm: 15-4 / 15-3
- Chen Lin /  Jiang Xuelian –  Ann-Lou Jørgensen /  Mette Schjoldager: 15-6 / 15-4
- Qian Hong /  Xu Li –  Pernille Harder /  Majken Vange: 15-11 / 15-3
- Wei Yili /  Zhang Jiewen –  Dai Xiaoyan /  Sun Jian: 15-3 / 15-7
- Chen Lin /  Jiang Xuelian –  Britta Andersen /  Lene Mørk: 15-7 / 15-5
- Wei Yili /  Zhang Jiewen –  Qian Hong /  Xu Li: 15-2 / 15-9
- Chen Lin /  Jiang Xuelian –  Wei Yili /  Zhang Jiewen: 15-7 / 15-3

### Mixed
- Michael Søgaard /  Rikke Olsen –  Wang Wei /  Zhang Jiewen: 15-6 / 9-5 / 15-8
- Jacob Juhl /  Tina Olsen –  Karsten Mathiesen /  Nadia Lyduch: 15-9 / 15-11
- Ian Sullivan /  Gail Emms –  Michael Jensen /  Julie Houmann: 15-7 / 15-6
- Peter Steffensen /  Lene Mørk –  Ge Cheng /  Dai Xiaoyan: 15-12 / 15-3
- Lars Paaske /  Jane F. Bramsen –  Björn Siegemund /  Nicol Pitro: 15-13 / 12-15 / 15-7
- Nova Widianto /  Vita Marissa –  Jesper Larsen /  Pernille Harder: 15-12 / 15-12
- Dennis S. Jensen /  Stine Borgstrøm –  Tommy Sørensen /  Malene Worm: 7-15 / 15-10 / 15-11
- Lars Pedersen /  Anne Mette Bille –  Rina Glyager /  Ove Svejstrup: 2-15 / 15-10 / 17-16
- Michael Lamp /  Ann-Lou Jørgensen –  Hu Zhilang /  Qian Hong: 15-4 / 10-15 / 15-5
- Jonas Glyager Jensen /  Karina Sørensen –  Andreas Hansen /  Tanja Berg: 15-6 / 15-11
- Jens Eriksen /  Mette Schjoldager –  Deng Chuanhai /  Jiang Xuelian: 15-7 / 15-6
- Cheng Rui /  Wei Yili –  Lars Rasmussen /  Jeanette Lund: 15-6 / 15-8
- Mathias Boe /  Britta Andersen –  Morten Hansen /  Helle Nielsen: 15-2 / 15-11
- Janek Roos /  Ann Jørgensen –  Stuart Arthur /  Sophie Jutras: 15-0 / 15-3
- Simon Archer /  Erica van den Heuvel –  Jonas Rasmussen /  Helene Kirkegaard: 15-12 / 7-15 / 17-14
- Chen Qiqiu /  Chen Lin –  Kasper Kiim Jensen /  Helle Bo Duus: w.o.
- Michael Søgaard /  Rikke Olsen –  Jacob Juhl /  Tina Olsen: 15-4 / 15-0
- Ian Sullivan /  Gail Emms –  Peter Steffensen /  Lene Mørk: 15-8 / 15-7
- Lars Paaske /  Jane F. Bramsen –  Chen Qiqiu /  Chen Lin: 15-7 / 15-11
- Nova Widianto /  Vita Marissa –  Dennis S. Jensen /  Stine Borgstrøm: 15-6 / 15-6
- Michael Lamp /  Ann-Lou Jørgensen –  Lars Pedersen /  Anne Mette Bille: 15-11 / 15-3
- Jens Eriksen /  Mette Schjoldager –  Jonas Glyager Jensen /  Karina Sørensen: 15-6 / 15-7
- Cheng Rui /  Wei Yili –  Mathias Boe /  Britta Andersen: 10-15 / 15-13 / 15-8
- Janek Roos /  Ann Jørgensen –  Simon Archer /  Erica van den Heuvel: 15-9 / 15-9
- Michael Søgaard /  Rikke Olsen –  Ian Sullivan /  Gail Emms: 17-15 / 15-2
- Nova Widianto /  Vita Marissa –  Lars Paaske /  Jane F. Bramsen: 6-15 / 15-9 / 15-11
- Jens Eriksen /  Mette Schjoldager –  Michael Lamp /  Ann-Lou Jørgensen: 15-10 / 15-2
- Janek Roos /  Ann Jørgensen –  Cheng Rui /  Wei Yili: 15-9 / 15-10
- Michael Søgaard /  Rikke Olsen –  Nova Widianto /  Vita Marissa: 15-6 / 15-7
- Jens Eriksen /  Mette Schjoldager –  Janek Roos /  Ann Jørgensen: 15-4 / 15-7
- Michael Søgaard /  Rikke Olsen –  Jens Eriksen /  Mette Schjoldager: 15-10 / 8-15 / 15-10